# Peneothello
Peneothello é um género de ave da família Petroicidae.
Este género contém as seguintes espécies:
- Peneothello bimaculata
- Peneothello cryptoleuca
- Peneothello cyanus
- Peneothello sigillatus